# Hugo
Hugo е генератор на статични уеб сайтове, който е с отворен код. Името Hugo идва от името на писателя Виктор Юго (Victor-Marie Hugo). Проектът е стартиран от Steve Francia през 2013 година като проект с отворен код и бързо става известен сред уеб разработчиците. Оттогава Hugo е един от най-популярните инструменти за създаване на статични уеб сайтове.

## История
1. Стартиране (2013): Hugo е създаден от Steve Francia като проект с отворен код. Той иска да направи създаването на статични уеб сайтове по-лесно и бързо.
2. Разширяване на общността (2014 – 2015): През следващите години общността на Hugo расте бързо и все повече хора започват да използват и допринасят към проекта.
3. Версия 0.14 (2015): През 2015 година излиза версия 0.14 на Hugo, която включва множество подобрения и нови функции. Това утвърждава Hugo като водещ генератор на статични сайтове. От тази версия Hugo продължава да се развива под ръководството на Bjørn Erik Pedersen и други сътрудници. Лицензиран е под Apache License 2.0.[4]
4. Постоянно развитие (след 2015): След тази дата Hugo продължава да се развива и поддържа от активна общност от разработчици и потребители. Нови версии се издават редовно с подобрения и актуализации.

Hugo се отличава със своята бързина и леснота на използване, което го прави популярен избор за създаване на статични уеб сайтове, блогове и онлайн портфолиа. Той поддържа множество теми и разширения, които позволяват на потребителите да персонализират своите проекти и го прави подходящ за различни нужди.
Hugo е особено известен със своята скорост и официалният уебсайт на Hugo заявява, че това е „най-бързата рамка в света за изграждане на уебсайтове“. През юли 2015 г. Netlify започва да предоставя Hugo хостинг.  Известни сайтове, използващи Hugo, са Smashing Magazine, който мигрира от WordPress към решение Jamstack с Hugo през 2017 г., и Cloudflare, което сменя своите документи за разработчици от Gatsby на Hugo през 2022 г.

## Характеристика
Hugo е написан на Go и се използва за създаване на бързи и сигурни уеб сайтове с минимални изисквания към сървърни ресурси. Hugo позволява на потребителите да създават уеб сайтове със съдържание в Markdown или други формати, които след това се превръщат във валиден HTML код и са готови за разглеждане от браузърите на посетителите. Този инструмент е особено полезен за блогове, лични уеб сайтове и малки до средни уеб проекти.
Hugo може да се използва в комбинация с рамки като Bootstrap или Tailwind. Сайтовете могат да бъдат свързани към CMS софтуер, базиран на облак, като Netlify CMS, CloudCannon или Forestry, което позволява на редакторите да променят съдържанието на сайта без познания по програмиране.

## Външни връзки
- Официален Уебсайт
- Hugo в GitHub